# Bibliothèque cantonale
En Suisse, une bibliothèque cantonale est une bibliothèque publique qui a en principe le mandat de collecter, de conserver et de mettre en valeur les ressources liées au canton, notamment les archives, la littérature publiée dans le canton ou concernant celui-ci, les auteurs nés dans le canton, etc. La culture et la formation sont du ressort des cantons, et il n'existe donc aucune loi au niveau fédéral régissant les bibliothèques, exception pour la Bibliothèque nationale suisse, la bibliothèque de l'ETH, les Archives fédérales suisses et les musées nationaux.
Par conséquent, les bases légales sont variables d'un canton à un autre. 

## Liste des bibliothèques cantonales de Suisse
- Argovie – Bibliothèque cantonale d'Argovie - (de) Site
- Appenzell Rhodes-Extérieures – (de) Bibliothèque cantonale d'Appenzell Rhodes-Extérieures - Site
- Appenzell Rhodes-Intérieures – Bibliothèque cantonale d'Appenzell Rhodes-Intérieures - (de) Site
- Bâle-Campagne – Bibliothèque cantonale de Bâle-Campagne - Site
- Bâle-Ville – Bibliothèque publique et universitaire de Bâle-Ville - (de) Site, notez que la bibliothèque cantonale de Bâle est intégrée dans la Bibliothèque publique et universitaire.
- Berne – Bibliothèque centrale de Berne - (de) Site
- Fribourg – Bibliothèque cantonale et universitaire de Fribourg - Site
- Genève – Bibliothèque de Genève - Site
- Glaris – Bibliothèque cantonale de Glaris - (de) Site
- Grisons – Bibliothèque cantonale des Grisons - (de) Site
- Jura – Bibliothèque cantonale jurassienne - Site
- Lucerne – Bibliothèque centrale et universitaire de Lucerne - (de) Site, également un mandat de bibliothèque cantonale
- Neuchâtel - Bibliothèque publique et universitaire - Site, depuis 1983, l'institution est une fondation de droit privée financée à la fois par la ville et le canton de Neuchâtel.
- Nidwald – Bibliothèque cantonale de Nidwald - (de) Site
- Obwald – Bibliothèque cantonale d'Obwald - (de) Site
- Schaffhouse – Bibliothèque municipale de Schaffhouse - (de) Site
- Schwytz – Bibliothèque cantonale Schwytz - (de) Site
- St-Gall – Bibliothèque cantonale de St-Gall - (de) Site
- Soleure – Bibliothèque centrale de Soleure - (de) Site
- Tessin – Bibliothèque cantonale de Bellinzone - (it) Site ; Bibliothèque cantonale de Locarno - (it) Site ; Bibliothèque cantonale de Lugano - (it) Site ; Bibliothèque cantonale de Mendrisio - (it) Site
- Thurgovie – Bibliothèque cantonale thurgovienne - (de) Site
- Uri – Bibliothèque cantonale d'Uri - (de) Site
- Valais – Médiathèque Valais - Site
- Vaud – Bibliothèque cantonale et universitaire de Lausanne - Site
- Zoug – Bibliothèque municipale et cantonale de Zoug - (de) Site
- Zurich – Bibliothèque centrale de Zurich - (de) Site, résultat de la fusion de la Stadtbibliothek, de l'Universitätsbibliothek et de la Kantonsbibliothek de Zürich

## Réseaux
Les bibliothèques cantonales sont regroupées au sein de la Conférence suisse des bibliothèques cantonales (CSBC / SKKB). Celle-ci a pour but de renforcer la coordination entre les bibliothèques cantonales et de renforcer la collaboration entre la Confédération et les cantons.
Il existe plusieurs réseaux (de) au niveau suisse, regroupant les catalogues des bibliothèques cantonales ainsi que les autres types de bibliothèques. Il s'agit de :
- Réseau des bibliothèques de Suisse occidentale (RERO) - Site
- Swiss Library Service Platform (SLSP), qui regroupe les bibliothèques universitaires
- Réseau IDS, Informationsverbund Deutschschweiz - (de) Site
- Sistema bibliotecario ticinese (SBT) - (it) Site

## Sources
- Bibliothèques en Suisse
- Internet Clearinghouse Suisse